# Carlisle (Ohio)
Carlisle és una població dels Estats Units a l'estat d'Ohio. Segons el cens del 2000 tenia 5.121 habitants.

## Demografia
Segons el cens del 2000, Carlisle tenia 5.121 habitants, 1.849 habitatges, i 1.475 famílies. La densitat de població era de 581,5 habitants per km².
Dels 1.849 habitatges en un 36,9% hi vivien nens de menys de 18 anys, en un 66,9% hi vivien parelles casades, en un 8,9% dones solteres, i en un 20,2% no eren unitats familiars. En el 16,4% dels habitatges hi vivien persones soles el 5,3% de les quals corresponia a persones de 65 anys o més que vivien soles. El nombre mitjà de persones vivint en cada habitatge era de 2,74 i el nombre mitjà de persones que vivien en cada família era de 3,07.
Per edats la població es repartia de la següent manera: un 26,5% tenia menys de 18 anys, un 8,2% entre 18 i 24, un 31,1% entre 25 i 44, un 24,9% de 45 a 60 i un 9,3% 65 anys o més.
L'edat mediana era de 36 anys. Per cada 100 dones de 18 o més anys hi havia 100,5 homes.
La renda mediana per habitatge era de 45.446 $ i la renda mediana per família de 50.599 $. Els homes tenien una renda mediana de 36.544 $ mentre que les dones 26.300 $. La renda per capita de la població era de 19.358 $. Aproximadament el 6,4% de les famílies i el 8,4% de la població estaven per davall del llindar de pobresa.

## Poblacions més properes
El següent diagrama mostra les poblacions més properes.